# José Antonio Garzón Roger
José Antonio Garzón Roger (Chelva (Valencia), 1963) es un periodista, autor e investigador en el campo de la historia del ajedrez Italiano

## Biografía
En sus trabajos ha acreditado y datado el origen del ajedrez moderno.
En su libro «En pos del incunable perdido», publicado en 2001, documentó la primacía temporal del libro de Francesch Vicent (Valencia, 15 de mayo de 1495), su contenido (ajedrez moderno o de la dama), e incluso la existencia en nuestros días de un ejemplar de la obra, hoy en paradero desconocido.
En su obra «El regreso de Francesch Vicent. La Historia del nacimiento y la expansión del ajedrez moderno», publicada en 2005, fruto del trabajo de 15 años de investigaciones, estudió, tras consulta directa, todas las obras técnicas de ajedrez del periodo 1450-1530, dispersas en bibliotecas de todo el mundo, para poder aclarar el origen del ajedrez moderno. Su estudio del manuscrito de Cesena, obra del propio Francesch Vicent en su etapa italiana, le permitió localizar, cinco siglos después, el santo grial del ajedrez: los 100 problemas del Llibre de Vicent de 1495 se encuentran copiados en el manuscrito, sobreviviendo incluso la redacción original en valenciano.
En septiembre de 2009 fue el coordinador del “Simposio Internacional de Historia y Cultura del Ajedrez ‘Valencia Cuna del Ajedrez Moderno’”, que se celebró en el marco del encuentro Karpov-Kasparov, y contó con la presencia de la vanguardia de los especialistas contemporáneos en Historia del ajedrez, ratificándose el origen valenciano del ajedrez moderno.
El 25 de abril de 2012, Garzón fue galardonado con el Premio al Mérito Deportivo Ciudad de Valencia, por sus importantes hallazgos históricos sobre el nacimiento del ajedrez moderno. 
El 4 de octubre de 2012 el Ayuntamiento de Valencia apoyó la creación de una plataforma web donde se recogieron las investigaciones y hallazgos de Garzón Roger sobre el origen valenciano del ajedrez moderno.
A finales del 2012 vio la luz el «Nuevo Ensayo de Bibliografía Española de Ajedrez» (NEBEA), obra en colaboración con Josep Alió y Miquel Artigas, trabajo que ha recibido diversos premios y reconocimientos.
El 11 de diciembre de 2012 promovió el Premio Internacional "Von der Lasa" para la búsqueda del incunable de Vicent. La iniciativa pretende recuperar un ejemplar del llamado Santo Grial del Ajedrez.
En 2015, publicó «El Ajedrez del Virrey» (Alenar Editors). Se trata de una propuesta de reforma de las reglas, en procura de nuevos retos creativos, apostando por la vertiente artística del ajedrez.

## Obras
- Calvo, Ricardo. “El poema Scachs d'amor: (siglo XV): primer texto conservado sobre ajedrez moderno”. (Prólogo de José Antonio Garzón Roger). Editorial Jaque XXI, Madrid, 1999. ISBN 84-923279-3-6
- Garzón, José Antonio (2001). “En pos del incunable perdido. Francesch Vicent: Llibre dels jochs partitis dels schachs, Valencia, 1495”. (Prólogo Dr. Ricardo Calvo). Biblioteca Valenciana, 2001. ISBN 84-482-2860-X
- Westerveld, Govert (2004). “La reina Isabel la Católica, su reflejo en la dama poderosa de Valencia, cuna de ajedrez moderno y origen del juego de damas”. En colaboración con José Antonio Garzón Roger, Valencia. (Prólogo de Prof. Dr. Juan Torres Fontes). Generalidad Valenciana, Secretaria Automòmica de Cultura. ISBN 84-482-3718-8
- Garzón, José Antonio (2005). “El regreso de Francesch Vicent: la historia del nacimiento y expansión del ajedrez moderno”. (Prólogo Anatali Karpov). Generalitat Valenciana, Conselleria de Cultura, Educació i Esport: Fundació Jaume II el Just, Valencia. ISBN 84-482-4193-2
- Garzón, José Antonio (2006), “The Return of Francesch Vicent. The History of the Birth and Expansion of Modern Chess”; translated by Manuel Pérez Carballo. (Foreword Anatali Karpov). Generalitat Valenciana, Consellería de Cultura, Educació i Esport: Fundación Jaume II el Just, Valencia. ISBN 84-482-4194-0.
- Garzón, José Antonio (2007). “Estudio del tratado ajedrecístico de Luca Pacioli”. Valencia. Depósito Legal V-5124-2007
- Garzón, José Antonio (2010). "Luces sobre el Ingenio, el pionero libro del juego llamado marro de punta, de Juan Timoneda". Centro Francisco Tomás y Valencia, UNED Alzira-Valencia. ISBN 978-84-92885-00-8.
- Garzón, José Antonio; Alió, Josep; Artigas, Miquel (2012). "NEBEA. Nuevo Ensayo de Bibliografía Española de Ajedrez". Romeu Imprenta, Catarroja (Valencia). ISBN 978-84-935701-9-4. Depósito legal: V-2285-2012.
- Garzón, José Antonio. "El Ajedrez del Virrey". Alenar Editors: Valencia, 2015. Edición bilingüe. Traducción inglesa de Manuel Pérez Carballo. ISBN 978-84-943563-2-2